# Maria de Lurdes Mutola
Maria de Lurdes Mutola (* 27. Oktober 1972 in Maputo) ist eine mosambikanische, ehemalige Mittelstreckenläuferin. Ihre Spezialdisziplin war der 800-Meter-Lauf, in dem sie zwischen 1999 und 2004 bei keinem wichtigen Rennen geschlagen wurde. Von der Einführung der IAAF-Weltrangliste 2001 bis zum Juli 2005 war sie Weltranglistenerste.

## Sportkarriere
Über die 800 Meter wurde Mutola in ihrer außerordentlich langen Karriere dreimal Weltmeisterin, und zwar bei den Weltmeisterschaften 1993, den Weltmeisterschaften 2001 und den Weltmeisterschaften 2003. Hinzu kommen ein zweiter Platz bei den Weltmeisterschaften 1999, ein dritter bei den Weltmeisterschaften 1997 und ein vierter bei den Weltmeisterschaften 1991, ihrer allerersten Teilnahme.
Bei den Olympischen Spielen 2000 in Sydney gewann Mutola endlich die Goldmedaille, die sie als Mitfavoritin bei den Spielen 1992 in Barcelona und den Spielen 1996 in Atlanta gegen die Überraschungssiegerinnen Ellen van Langen und Swetlana Masterkowa nicht erringen konnte. Auch 2004 war sie zuletzt als Mitfavoritin im Finale, verlor aber gegen ihre Trainingspartnerin Kelly Holmes. In Peking 2008 wurde sie Fünfte. Komplettiert wird die Liste der Erfolge durch sieben Siege bei Hallenweltmeisterschaften, vier Afrikameisterschaften und drei Titel bei den Panafrikanische Spielen sowie durch zahlreiche Grand-Prix-Siege.
2003 gewann sie die Golden League und hatte das Glück, den Jackpot in Höhe von einer Million Dollar in Gold mit niemandem teilen zu müssen.
Maria Mutola hat bei einer Größe von 1,67 m ein Wettkampfgewicht von 50 kg. Sie ist Athletenbotschafterin der Entwicklungshilfeorganisation Right to Play. 2001 gründete sie in der mosambikanischen Hauptstadt Maputo die Fundação Lurdes Mutola (Lurdes-Mutola-Stiftung), die im gesamten Land Sportlerinnen fördert. 2006 wurde ihr die Ehre zuteil, als eine von acht Trägerinnen der olympischen Flagge an der Eröffnungsfeier der Olympischen Winterspiele in Turin teilzunehmen. 2007 wurde sie vom Weltwirtschaftsforum für das gesellschaftliche Engagement ihrer Stiftung als Young Global Leader nominiert.
Am «Weltklasse Zürich»-Meeting vom 29. August 2008 beendete Maria Mutola ihre internationale Karriere. Anschließend kehrte sie zum Fußballsport zurück, den sie bereits als 14-Jährige und noch vor Beginn ihrer erfolgreichen Laufbahn als Leichtathletin betrieben hatte. In der Saison 2009/10 spielte sie beim Johannesburger Verein Luso Africa in Südafrikas erster Frauenliga, in der folgenden Saison bei den Mamelodi Sundowns in Pretoria. Im September 2011 gab sie mit 39 Jahren als Spielführerin ihr Debüt in der mosambikanischen Nationalmannschaft beim Fußballturnier der in Mosambik ausgetragenen Panafrikanischen Spiele. Dabei erzielte sie das einzige Tor für ihr Team, das nach zwei Niederlagen bereits in der Vorrunde ausschied.
Auf Bitte der südafrikanischen Mittelstreckenläuferin Caster Semenya betreute Mutola diese ab Ende 2011 als Trainerin auf ihrem Weg zu den Olympischen Spielen in London 2012. Dort gewann Semenya die Goldmedaille über 800 Meter.

## Persönliche Bestleistungen
- 800 Meter: 1:55,19 min, 17. August 1994 in Zürich
- 1500 Meter: 4:01,50 min, 12. Juli 2002 in Rom

## Leistungsentwicklung
| Jahr | 800 Meter (in Minuten) | 1000 Meter (in Minuten) | 1500 Meter (in Minuten) |
| ---- | ---------------------- | ----------------------- | ----------------------- |
| 1988 | 2:04,36                | –                       | –                       |
| 1989 | 2:05,7                 | –                       | –                       |
| 1990 | 2:13,54                | –                       | –                       |
| 1991 | 1:57,63                | –                       | 4:12,72                 |
| 1992 | 1:57,49                | –                       | 4:02,60                 |
| 1993 | 1:55,43                | –                       | 4:04,97                 |
| 1994 | 1:55,19                | –                       | –                       |
| 1995 | 1:55,72                | 2:29,34                 | –                       |
| 1996 | 1:57,07                | 2:29,66                 | 4:01,63                 |
| 1997 | 1:55,29                | –                       | –                       |
| 1998 | 1:56,11                | 2:31,55                 | –                       |
| 1999 | 1:56,04                | 2:32,22                 | –                       |
| 2000 | 1:56,15                | –                       | 4:02,39                 |
| 2001 | 1:56,85                | 2:33,53                 | –                       |
| 2002 | 1:56,16                | 2:30,12                 | 4:01,50                 |
| 2003 | 1:55,55                | –                       | –                       |
| 2004 | 1:56,51                | –                       | 4:07,57                 |
| 2005 | 1:58,96                | –                       | –                       |